# Rozpaczliwie wolny
Rozpaczliwie Wolny. Piosenki Edwarda Stachury – szósty album jeleniogórskiej grupy muzycznej Leniwiec, do tekstów Edwarda Stachury, wydany w 2013 przez Mystic Production.

## Skład
- Agnieszka „Agis” Szpargała – śpiew, saksofon
- Zbigniew „Mucha” Muczyński – śpiew, gitara elektryczna
- Paweł „Cyna” Nykiel – puzon, akordeon, chórki
- Paweł „Rusek” Wrocławski – gitara elektryczna, gitara akustyczna, klawisze, chórki
- Wojciech „Winial” Wiktorski – gitara basowa, chórki
- Jakub „Pepesza” Matusiak – perkusja, chórki

Gościnnie:
- Łukasz „Zielony” Zieliński (Virgin Snatch) – śpiew
- Robert Szymański (Sexbomba) – śpiew
- Dominik „Harry” Pyrzyna (The Analogs) – śpiew
- Jacek „Dżeki" Stęszewski (Koniec Świata) – śpiew
- Jarek Szczyżowski (Wide Horizons) – lira korbowa
- Jędrzej „Jądro” Tomczyk – trąbka
- Marta „Nadia” Adamowicz (Naaman) – śpiew
- Anna Grygiel (Naaman) – chórki.

## Lista utworów
1. Introit (pieśń na wejście)
2. Confiteor
3. Jest już za późno, nie jest za późno
4. Piosenka dla zapowietrzonego
5. Opadły mgły, wstaje nowy dzień
6. Czas płynie i zabija rany
7. Nie rozdziobią nas kruki
8. Nie brookliński most
9. Wędrówką życie jest człowieka
10. Jak
11. Piosenka dla robotnika rannej zmiany
12. Ite missa est (pieśń na wyjście)

## Grafika
Autorem zdjęć na okładce i we wkładce płyty jest Leszek Paradowski.